# 1410 Margret
1410 Margret (1937 AL) là một tiểu hành tinh vành đai chính được phát hiện ngày 8 tháng 1 năm 1937 bởi K. Reinmuth ở Heidelberg.